# Jack Conklin
Jack Conklin (Plainwell, 17 agosto 1994) è un giocatore di football americano statunitense che milita nel ruolo di offensive tackle per i Cleveland Browns della National Football League (NFL).

## Carriera universitaria
Conklin al college giocò a Michigan State dal 2013 al 2015. Nel 2015 fu premiato come All-American da The Sporting News e USA Today chiudendo la sua carriera nel college football con 38 partite disputate come titolare su 39.

## Carriera professionistica

### Tennessee Titans
Conklin fu scelto come ottavo assoluto nel Draft NFL 2016 dai Tennessee Titans. Debuttò come professionista partendo come titolare nella gara del primo turno persa contro i Minnesota Vikings. La sua prima stagione terminò disputando tutte le 16 gare della stagione e venendo inserito nel First-team All-Pro

### Cleveland Browns
Il 16 marzo 2020 Conklin firmò con i Cleveland Browns un contratto triennale del valore di 42 milioni di dollari. A fine stagione fu inserito per la seconda volta nel First-team All-Pro.

## Palmarès
- First-team All-Pro: 2

2016, 2020
- PFWA All-Rookie Team - 2016